# Olof Asklunds Ångbageri

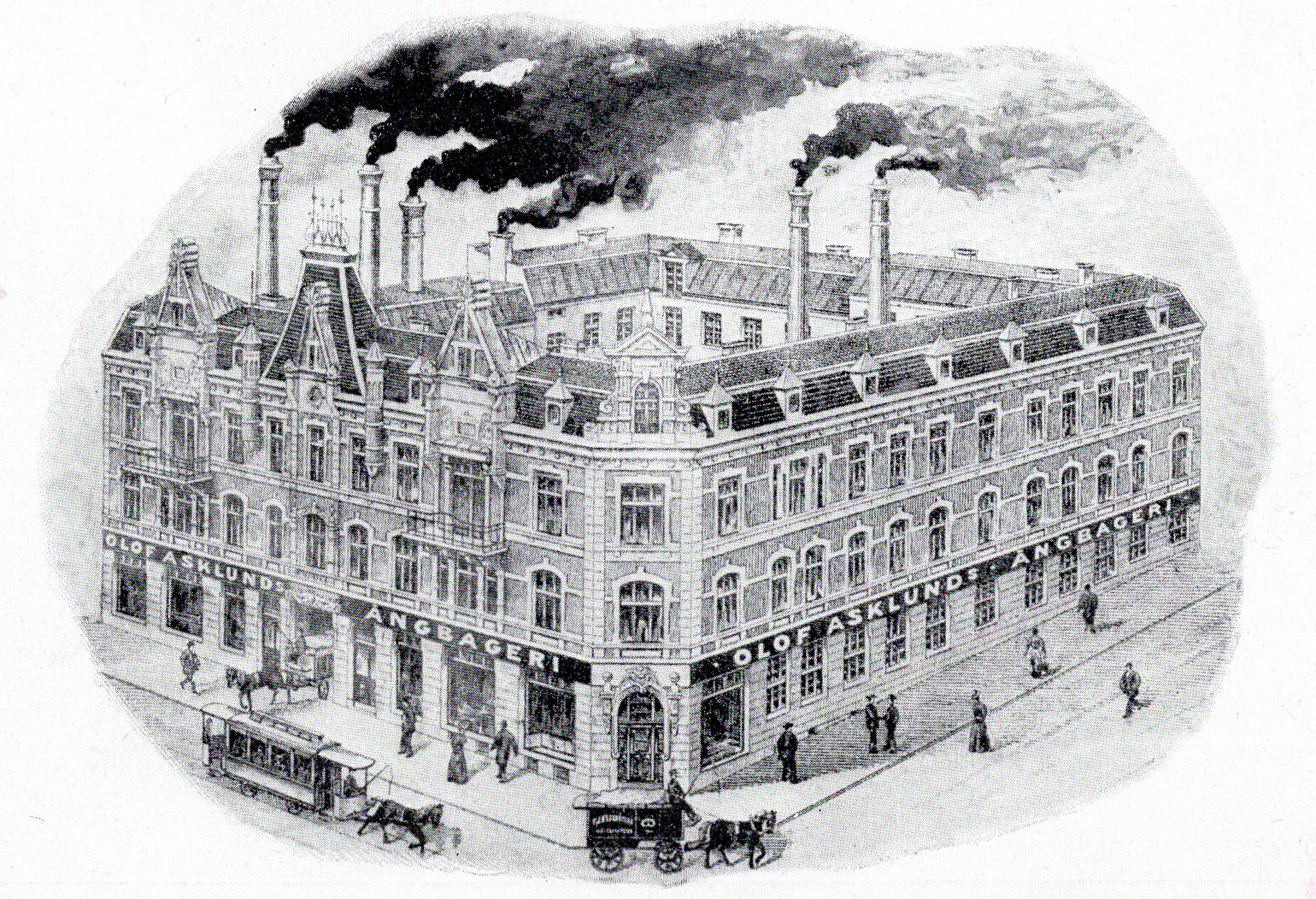
Olof Asklunds Ångbageri på Övre Husargatan 13 uppfört 1901.

Olof Asklunds Ångbageri var ett bageri i Göteborg 1874–1958.
Soldatsonen Olof Asklund från Solberga socken i Bohuslän, kom som 17-åring i bagerilära i Göteborg. Efter att ha genomgått en grundlig lärlingsutbildning hos bagaremästaren A. Mellgren i Majorna, fick han anställning hos J. V. Pettersons Wienerångbageri som verkmästare. Vid 26 års ålder övertog han, den 1 april 1874, det gamla Schutzska bageriet vid Landsvägsgatan. Rörelsen startades blygsamt, med endast en gesäll, en lärling och en månadskarl. Men redan efter fem år tvingades han att utvidga verksamheten, då han efter ritningar av stadsarkitekten Victor von Gegerfelt, uppförde ett nytt bageri vid Albogatan i den då nya stadsdelen Annedal. En ytterligare utvidgning krävdes, och Asklund köpte av Kronan tomterna 3, 4 och 5, med adressen 13 och 15 vid Övre Husargatan med 2 154 kvadratmeter och år 1900 påbörjades arbetet med en ny byggnad. I december 1901 togs den nya fabriken i bruk, och 1919 moderniserades hela anläggningen. Rörelsen sysselsatte 1924 omkring 200 personer och distributionen skedde till ett 30-tal egna butiker i olika delar av Göteborg. 
Ångbageriet blev aktiebolag 1909, då aktiekapitalet sattes till 200 000 kronor. Först 1918 höjdes det till 400 000 kronor i samband med den stora utvidgningen. År 1948 beskriver man sin tillverkning som: "Mjukt bröd, kaffebröd, skorpor, småbröd, konditorivaror samt knäckebröd".
År 1958 köptes Olof Asklunds bageri, och gjordes till dotterbolag till Majornas Ångbageri AB som nu fick namnet Pååls Bröd AB.